# Vouziers
Vouziers là một xã ở tỉnh Ardennes, thuộc vùng Grand Est ở phía bắc nước Pháp. Người dân ở đây được gọi là Vouzinois.

## Thành phố kết nghĩa
- Gräfenroda Đức
- Ratíškovice Cộng hòa Séc
- Civol Sénégal